# Empire Interactive
Empire Interactive (a veces llamada Empire a secas) fue una empresa de desarrollo de videojuegos con origen en el Reino Unido. Ha publicado gran cantidad de títulos desde su creación en 1987.

## Historia
La empresa se creó como tal en 1987.
Más tarde, publicó su primer videojuego, en el mismo año.

### Quiebre y desaparición
El viernes 24 de abril de 2009, Empire Interactive acaba su larga historia y llega a su fin por la crisis mundial. La editora británica no ha podido superar esa crisis. [cita requerida]
Según MCV, la empresa despidió a todos sus empleados de la sede londinense y, más tarde, al resto.
Las negociaciones con la editora rusa Noviy Disk no fructificaron y han condenado a Empire. Más tarde, pidieron a KPMG que buscase un nuevo comprador y, aunque dos firmas se interesaron, las negociaciones no avanzaron mucho más. Finalmente la empresa quebró. [cita requerida]

## Videojuegos destacados
Entre los títulos más destacados desarrollados o distribuidos por Empire se pueden destacar:
- Big Mutha Truckers
- Crazy Taxi 3
- Dreamfall
- Dreamweb
- FlatOut
- FlatOut 2
- FlatOut: Ultimate Carnage
- Ford Racing
- Ford Racing 2
- Ford Racing 3
- Ford Street Racing
- Ghost Master
- Hot Wheels: Beat That!
- Saga International Cricket Captain
- Jackass: el videojuego
- Mashed: Fully loaded
- Saga Pro Pinball[2]
- Sheep
- Starsky and Hutch
- Starship Troopers
- Stars!
- Speedball
- Speedball 2: Brutal Deluxe
- Total Immersion Racing
- Warrior Kings Saga